# 武功勲章 (大韓民国)
武功勲章（ぶこうくんしょう、武功勳章、朝: 무공훈장）は、大韓民国の勲章。朝鮮戦争開始直後の1950年10月18日に武功勲章令（大統領令第385号）により創設され、1963年12月14日以降は賞勲法により規定されている。

## 授与対象

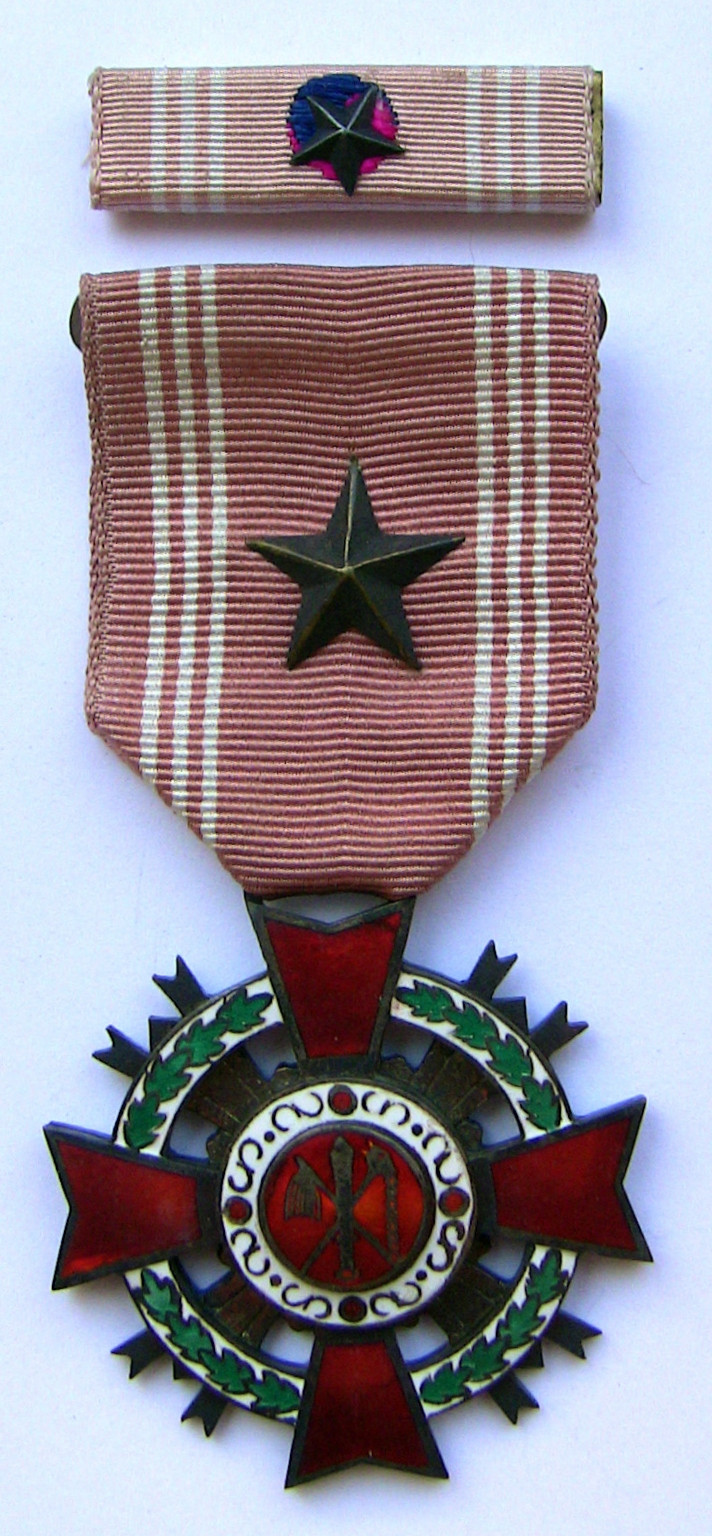
旧デザインの銀星乙支武功勲章と略綬

武功勲章は賞勲法第13条により、「戦時またはこれに準ずる非常事態下において戦闘に参加し、接敵地域で敵の攻撃に対応するなど、戦闘に準ずる職務遂行において明確な武功を立てた者」へ授与されることが規定されている。

## 等級
武功勲章は5等級からなり、各等級の名称は賞勲法施行令第11条により定められている。1950年の制定当初は1等から4等までの4等級であったが、さらに各等級内に金星や銀星、星なしの3段階が設けられ、細分すると合計12ランクが存在した。1951年8月19日に等級名がそれぞれ太極・乙支・忠武・花郎に改められ、1963年の賞勲法制定にともない仁憲が加えられると同時に金星・銀星は廃止され、現在の5等級に整えられた。
武功勲章の下位には賞勲法第22条で規定される武功褒章（ぶこうほうしょう、武功褒章、무공포장）が存在する。
| 等級 | 勲章名                       | 略綬 |
| ---- | ---------------------------- | ---- |
| 1等  | 太極武功勲章 (태극 무공훈장) |      |
| 2等  | 乙支武功勲章 (을지 무공훈장) |      |
| 3等  | 忠武武功勲章 (충무 무공훈장) |      |
| 4等  | 花郎武功勲章 (화랑 무공훈장) |      |
| 5等  | 仁憲武功勲章 (인헌 무공훈장) |      |

## 意匠
武功勲章の各等級の意匠は賞勲法施行令第13条により定められている。章と綬からなる正章、襟章と略綬のセットが基本で、さらに上位2等級の太極章と乙支章には副章が添う。
章飾の意匠は、表面中央の紅玉円板にあしらわれた兜から八稜の太陽光線が伸びた形状で、正章の章には月桂冠と五芒星を組み合わせた鈕が付く。綬の色は、太極章は赤、乙支章は濃橙色、忠武章は薄橙色、花郎章は暗赤色、仁憲章は水色と各等級で異なる。加えて両端に白線が入り、仁憲章から乙支章までは細線が1本ずつ増えるが、太極章の大綬は無地（略綬は太線1本）となり、その本数（と太さ）で等級が区別される。
正章はそれぞれ、太極章は右肩から下げて佩用する大綬章、乙支・忠武各章は喉元に帯びて佩用する中綬章、花郎・仁憲各章は左胸に佩用する小綬章（花郎章はロゼット付き）である。上位2等級の副章はいずれも左胸に佩用する星章である。また、武功褒章は仁憲章と同じ小綬章だが、金属部品は銀色となり、綬は桃色地の中央に白線1本が入る（略綬の両端は白線なし）。
なお、従来の太極章の女性用章飾は男性用より小さい寸法が規定されていたが、2015年12月31日の賞勲法施行令改正により男性用の寸法に統合された。